# ジプシー男爵
『ジプシー男爵』（ジプシーだんしゃく、ドイツ語: Der Zigeunerbaron）は、ヨハン・シュトラウス2世のオペレッタ。『こうもり』に次いで有名である。1885年10月24日、シュトラウスの60歳の誕生日の前日にウィーンのアン・デア・ウィーン劇場で初演された。
　ハンガリー人の作家ヨーカイ・モールの短編小説『シャーッフィ』（Sáffi）を基に、ハンガリー人ジャーナリストのイグナーツ・シュニッツァーが書き上げた台本には、ハンガリー情緒がふんだんに盛り込まれている。わずか6週間で書き上げたといわれる『こうもり』とは異なり、シュトラウスはこの作品を2年の歳月をかけて作曲した。初演は大成功を収め、以後ハンガリーを題材にしたオペレッタが数多く作曲され、人気を博していくことになる。序曲や第3幕で演奏される凱旋の入場行進曲、そして劇中で使われるワルツを用いて作曲された『宝のワルツ』などは、演奏会で単独でも演奏される。

## あらすじ

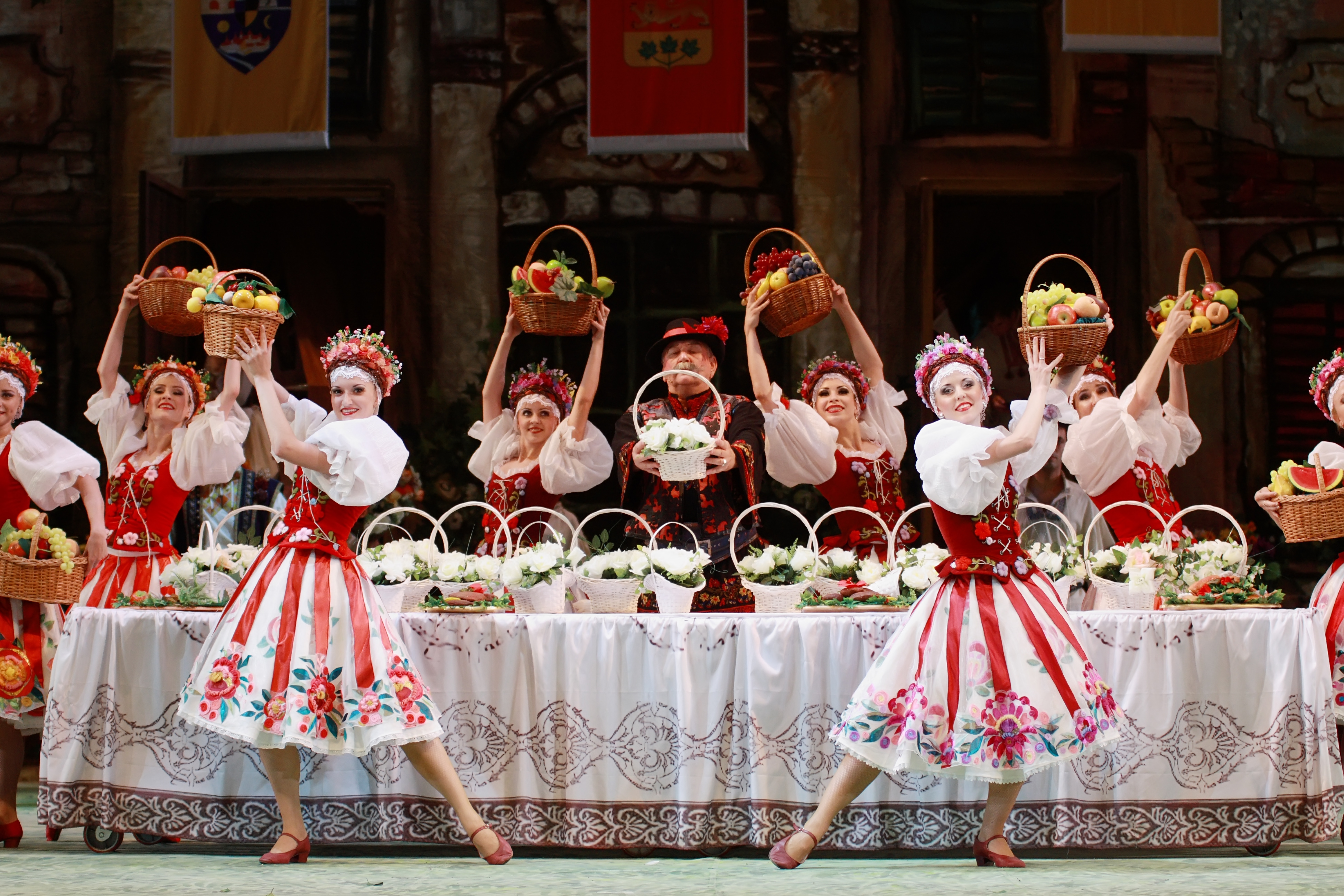
劇中の一場面

### 第一幕
舞台はハンガリーの寒村、テメーゼ・バナードである。
ハンガリーを統治していたトルコの最後の総督は、1717年のベオグラードの戦いでオーストリア軍に追われ逃亡した際、莫大な軍用金をこの地方に埋め、生まれたばかりの娘をジプシーの女占い師ツィプラに託した。ザッフィと名付けられたこの女の子は、ツィプラによって育てられた。
一方、大地主バリンカイは、トルコ人と気脈を通じていたという嫌疑をうけて亡命したが、その後この土地に勢力をふるうようになった豚使いジュパンは、亡命中に死んだバリンカイには嗣子がないと言いふらして、遺産や土地を自分のものにしようと企んでいる。ところがバリンカイの遺児シャンドール・バリンカイは今は成人となって、皇帝の特赦により父の遺産を正式に相続することとなり、ハンガリーにやってきた。一緒に来た皇帝特使カルネロは父親の遺産を正式に彼に譲渡する役である。
ジュパンは娘アルゼナとバリンカイを結婚させようとするが、アルゼナはそれを避けるため、「男爵の位を持っている人とでなければ結婚しない」と公言する。人々が引き上げた後に残されたバリンカイに、ザッフィの歌声が聞こえてくる。（合唱≪ジプシーの歌≫）
ツィプラはジプシーたちに、新しく地主となったバリンカイを自分たちの領主だといって紹介し、バリンカイは自分を「ジプシーの男爵」だと名乗る。そして、ザッフイはバリンカイ家の花嫁だという。

### 第二幕
舞台はバリンカイの屋敷近くのジプシー部落である。
ツィプラは「私は昼も夜もご主人様の財宝を見張っていた」と静かに語る。バリンカイが「君こそ私の愛する妻」と喜びを歌うと、ザッフィも「なんという幸せ」と応え、情熱的な２重唱となる。（デュエット≪愛の歌≫）
ツィプラは、夢の中でバリンカイの父親が宝の隠し場所を教えてくれたという。半信半疑のバリンカイが、ためしにその場所の石を叩くと、うつろな音がするところがあり、そこから貨幣や宝石が出て来る。3人は喜びのワルツを歌う。（「おやおや、彼は笑っている」、≪宝のワルツ≫）
すると、ドラの音とともに朝が来て、パリ（呼び男）の呼び声につられてジプシーたちが仕事を始める。（合唱 アンサンブル）
「誰が保証人になって結婚したか」と詰問されたザッフィは「うそ鳥が牧師の代りをつとめ、頭上を飛ぶ２羽のこうのとりが証人である」と答えて、人々を呆れさせる。（≪愛の歌≫「結婚の証人は」）
そこへ1隊の軽騎兵を率いてホモナイ伯爵が登場する。この司令官はバリンカイの旧友だが、スペインの戦争に従軍する兵士を募集するために来たのである。ホモナイ伯爵は勇ましく祖国愛に満ちた歌を歌う。（アリア≪徴兵の歌≫）徴兵の酒を飲んだ者は募兵に応募したと認められるわけだが、酒好きのジュパンとオットカールはうっかりそれを飲み干してしまい、たちまち軍帽をかぶせられてしまう。（合唱：「ウィーンへ！」）
ジュパン家の人々がザッフィを侮辱するので、ツィプラは、ザッフィの出自を明かし、しかもオーストリア皇帝の血統を受けていることを説明する。バリンカイは、身分の違いから、彼女を妻にすることができなくなったと感じ、父の遺産全てを国家に奉納して従軍する。

### 第三幕
舞台はウィーンのケルントナートール劇場前の広場である。
スペインに遠征したオーストリアの軍隊が続々と凱旋してくる。ジュパンは、意気揚々として先頭に立ち、戦利品を携えて自分の見当違いな勇敢な戦い振りを述べ立てる。（アリア≪ターヨ海岸の歌≫）
軍隊の主戦部隊が到着。ホモナイ伯爵、バリンカイを先頭に威風堂々の行進が繰り広げられる。ホモナイ伯爵はバリンカイの功績をたたえ、彼が国家に寄付した財産を改めて返却し、彼を貴族に列して、ザッフィとの結婚を許す。その時、従者を従えたザッフィが現れ、２人は相抱き、めでたく結ばれる。
バリンカイが「男が一度決意したら、不可能なことはない」と歌うと、群衆の歓喜の大合唱が、ウィーンの澄みきった青空に響きわたる。

## 逸話
芝居を好んだという当時のオーストリア皇帝フランツ・ヨーゼフ1世は、この『ジプシー男爵』を大いに気に入り、劇場の皇帝席にシュトラウスを呼び寄せた。シュトラウスは非常に興奮しながら、その時のことを友人グスタフ・レヴィにこう語った。
| 「 | 皇帝は大満足の様子であった。そして仰せられた。シュトラウス君、君のオペラをとても余は気に入ったよ。とてもすばらしい。皇帝は仰せられたのだ。「オペラ」だって！ | 」 |

シュトラウスは当初『ジプシー男爵』を、オペレッタではなく「喜劇的オペラ」と名付けようとしていたという。シュトラウスは、オペレッタばかりでなくオペラにも進出したいと考えるようになっていた。皇帝から不用意に飛び出た「オペラ」発言は、そんなシュトラウスに大きな喜びをあたえたのである。現在もオペラとオペレッタを区別する習慣は欧州に若干残っているが（それでもカンパニーを含む劇場、歌手、指揮者などを含めほとんど垣根がなくなっている）、当時はウィーン国立歌劇場がオペレッタを一切上演しないなど、より厳格だった。